# Inneres Elektron
Als innere Elektronen werden Elektronen eines Atoms bezeichnet, die nicht zur Valenzschale (äußerste Schale) gehören und somit nicht an chemischen Bindungen beteiligt sind.
Innere Elektronen können durch Teilchen mit hoher kinetischer Energie aus dem Atom herausgeschlagen werden. Das nun fehlende Elektron wird durch ein energetisch höherliegendes Elektron ersetzt. Die dabei frei werdende Energie kann als charakteristische Röntgenstrahlung oder als kinetische Energie an ein Elektron der äußeren Schale abgegeben werden. Letzteres wird dann Augerelektron genannt und in der Auger-Elektronen-Spektroskopie zur Untersuchung von Festkörpern genutzt.